# Timo Seppälä
Timo Juhani Seppälä, né le 27 juin 1968 à Kauhajoki, est un biathlète finlandais. 

## Biographie
Il fait ses débuts dans la Coupe du monde en mars 1989 à Hämeenlinna. En 1990, il prend part aux Championnats du monde qui devaient se disputer à Minsk et dont la plupart des épreuves ont été déplacées à Oslo (ainsi qu'à Kontiolahti) en raison du manque de neige. Il obtient cette année là son meilleur résultat individuel dans l'élite avec une vingtième place sur l'individuel à Kontiolahti.
Il est aussi sélectionné pour les Championnats du monde 1991 à Lahti (30e de l'individuel notamment), en Finlande et pour les Jeux olympiques d'hiver de 1994 à Lillehammer, où il se place 41e de l'individuel et cinquième du relais, pour sa dernière compétition internationale majeure.
Son fils Tero Seppälä est aussi devenu biathlète de haut niveau.

## Palmarès

### Jeux olympiques d'hiver
| Épreuve / Édition | Individuel | Sprint | Relais |
| Lilehammer 1994   | 41e        | -      | 5e     |

- - : pas de participation à l'épreuve.

### Championnats du monde
| Édition / Épreuve      | Individuel | Sprint | Relais | Par équipes |
| ---------------------- | ---------- | ------ | ------ | ----------- |
| Oslo/ Kontiolahti 1990 | -          | 50e    | 6e     | 12e         |
| Lahti 1991             | 30e        | 53e    | -      | -           |

### Coupe du monde
- Meilleur classement général : 60e en 1990.
- Meilleur résultat individuel : 20e.